# Luffia
Luffia is een geslacht van vlinders van de familie van de zakjesdragers (Psychidae).

## Soorten
- L. ferchaultella (Stephens, 1850)
- L. gomerensis Henderickx, 1996
- L. lapidella (Goeze, 1783) - hoornzakdrager
- L. maggiella Chapman, 1901
- L. palmensis Sobczyk, 2002
- L. rebeli Walsingham, 1908